# Camponotus peseshus
Camponotus peseshus é uma espécie de inseto do gênero Camponotus, pertencente à família Formicidae.